# 叶辉 (足球运动员)
叶辉（1991年1月5日—），是一名中国足球运动员，现效力中国足球超级联赛球队江苏舜天，司职中场。

## 俱乐部生涯
2004年，叶辉从吉林体校加盟沈阳金德青训体系，并跟随球队南迁到长沙，2010年进入长沙金德的一线队名单。他在2010赛季并没有得到出场机会，年底转投泰国足球甲级联赛球队PTT罗勇。2011年6月，有报导称叶辉的家乡球队中国足球甲级联赛球队哈尔滨毅腾有意签入他，但最终叶辉放弃到球队试训，回到泰国。2012年7月，叶辉自由转会加盟中国足球超级联赛球队江苏舜天。